# Zielona (powiat przasnyski)
Zielona – wieś w Polsce położona w województwie mazowieckim, w powiecie przasnyskim, w gminie Krasne. Wieś ma status sołectwa. Leży koło Nowego Żmijewa.
Miejscowość jest siedzibą rzymskokatolickiej parafii św. Mateusza.
W latach 1975–1998 miejscowość należała administracyjnie do województwa ciechanowskiego.